# Fernando Rodrigues de Castro "o Castelhano"
Fernando Rodrigues de Castro o Castelhano (em castelhano: Fernando Rodríguez de Castro; c. 1125— 1185), rico-homem do reino de Castela, foi um dos mais influentes magnatas do século XII em Castela e Leão. Conde, militar e político e chefe da poderosa Casa de Castro, participou nos acontecimentos mais importantes de sua época. 

## Origens familiares
Foi o filho mais velho de Rodrigo Fernandes de Castro o Calvo e de Elo Álvares, filha de Álvar Fañez e da condesa Maior Peres que era uma das filhas do conde Pedro Ansures. Teve vários irmãos, entre eles Álvaro que foi o segundo esposo da rainha Urraca Afonso, a Asturiana, viúva do rei Garcia Ramires de Pamplona, e Guterre Roiz de Castro o Escalavrado.

## Esboço biográfico
Herdou a liderança da Casa de Castro de seu tio Guterre Fernandes de Castro que não teve descendência. Depois da morte do rei Sancho III de Castela em agosto de 1158, os Castros e os membros da Casa de Lara lutaram pela custódia e guarda de Afonso VIII, o único filho legítimo do rei que subiu ao trono com apenas três anos de idade. Fernando abandonou Castela em 1160 e foi para Leão onde se tornou vassalo do rei Fernando II, tio de Afonso VIII, que reclamava igualmente a regência do reino. Em 1160 participou na batalha de Lobregal em Tierra de Campos onde matou a seu sogro, o conde Ossorio Martines, pai de sua primeira esposa Constança, e tomóu prisioneiro a Nuno Peres de Lara. Quatro anos mais tarde, derrotou e matou em Huete ao irmão de Nuno, Manrique Perez de Lara.
Também participou em 1169 na tomada de Badajoz lutando contra o rei Afonso I e Geraldo sem Pavor, obtendo muitos senhorios do rei de Leão depois da derrota das forças portuguesas, incluindo Trujillo, Montánchez, Santa Cruz de la Sierra e Monfragüe.
Em 1160, o rei Fernando II deu-lhe em casamento a sua meia-irmã Estefânia a quem Fernando matou em 1180 suspeitando que ela tinha sido infiel. Tambem foi o mordomo-mor do rei Fernando entre 1162 e 1165 e governou várias tenencias, incluindo Leão  e as torres da cidade, Benavente, Salamanca, Zamora, Mayorga, Castroverde, Villalpando, Bolaños e em 1184 aparece como o tenente das Astúrias.  Antes, em 1167, esteve em Marrocos, segundo registra-se nas crónicas árabes, na corte do emir Al-Mu'nimim onde permaneceu cinco meses. 

## Matrimónios e descendência

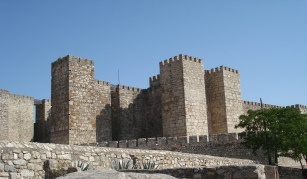
Castelo de Trujillo, um dos senhorios de Fernando Rodrigues de Castro.

O conde Fernando casou-se dois vezes. O primeiro matrimónio cerca de 1150 foi com Constança Ossorio, filha do conde Ossorio Martines, a quem repudiou depois de matar ao conde Ossorio na batalha de Llobregal em março de 1160. Constança casou novamente antes de fevereiro de 1165 com Pedro Arias de quem teve descendência.
Pouco depois, em 1160, Fernando casou-se com sua prima Estefânia Alonso, filha ilegítima do rei D. Afonso VII de Leão e Castela e da condessa Urraca Fernandes de Castro.[a]
Da condessa Estefânia teve a:
- Pedro Fernandes de Castro,[16] "o Castelhano" (m. 1214) casado com Jimena Gomes de Manzanedo, filha do conde Gomes Gonçalves de Manzanedo e Milia Peres de Lara.
- Sancha Fernandes de Castro[b]

Fora o casamento, de Maria Íñiguez,[c] teve a: 
- Martim Fernandes de Castro que em 1216 confirmou uma doação de seu irmão Pedro.[14]